# Jimmy Sharrow
James „Jimmy“ Sharrow (* 31. Januar 1985 in Framingham, Massachusetts) ist ein ehemaliger US-amerikanischer Eishockeyspieler und derzeitiger -trainer, der im Verlauf seiner aktiven Karriere zwischen 2002 und 2019 unter anderem 468 Spiele für die Eisbären Berlin und Grizzlys Wolfsburg in der Deutschen Eishockey Liga (DEL) auf der Position des Verteidigers bestritten hat. Mit den Eisbären berlin gewann Sharrow zwischen 2011 und 2013 dreimal in Folge die Deutsche Meisterschaft. Zudem absolvierte er über 200 Partien in der American Hockey League (AHL).

## Karriere
Sharrow begann seine Karriere als Eishockeyspieler im USA Hockey National Team Development Program, für das er in der Saison 2001/02 in der nordamerikanischen Juniorenliga North American Hockey League (NAHL) aktiv war. Anschließend verbrachte er drei Jahre bei den Halifax Mooseheads in der kanadischen Juniorenliga Ligue de hockey junior majeur du Québec (LHJMQ). In diesem Zeitraum wurde er im NHL Entry Draft 2003 in der vierten Runde als insgesamt 110. Spieler von den Atlanta Thrashers aus der National Hockey League (NHL) ausgewählt, für die er allerdings nie spielte. Stattdessen lief er von 2005 bis 2007 für deren Farmteam Chicago Wolves in der American Hockey League (AHL) auf, wobei er in der Saison 2005/06 parallel in 23 Spielen für die Gwinnett Gladiators in der ECHL auf dem Eis stand.
In der Saison 2007/08 wurde Sharrow für Jesse Schultz von Atlanta zu den Vancouver Canucks transferiert und spielte bei deren AHL-Team den Manitoba Moose. In der folgenden Saison wurde er dann für das neue AHL-Team der Chicago Blackhawks, den Rockford IceHogs verpflichtet. Die Saison 2009/10 spielte er überwiegend in der ECHL, hier insbesondere wieder für das damalige Farmteam der Canucks in dieser Liga, den Victoria Salmon Kings.
Nach den Abgängen von Andy Roach und Marvin Degon in ihrer Verteidigung verpflichteten für die Saison 2010/11 die Eisbären Berlin aus der Deutschen Eishockey Liga (DEL) den Abwehrspieler. In der Vorbereitung nahm er zunächst mit seiner neuen Mannschaft an der European Trophy teil, die er mit Berlin gewinnen konnte. Er selbst zeigte keine Anpassungsschwierigkeiten an die größere Eisfläche in Europa und wurde aufgrund je fünf Tore und Vorlagen bei seinen elf Einsätzen zum besten Verteidiger des Turniers ernannt. Auch in der DEL konnte er überzeugen und wurde bei den Eisbären zum Führungsspieler.
Nach fünf Jahren bei den Eisbären Berlin, in denen er mit dem Verein drei Deutsche Meisterschaften gewonnen hatte, wurde sein Vertrag nach der für die Eisbären enttäuschenden Saison 2014/15 nicht mehr verlängert. Im Juni 2015 wurde Sharrow von den Grizzlys Wolfsburg verpflichtet und erhielt einen Einjahresvertrag für die Saison 2015/16. Dieser wurde im April 2016 insbesondere aufgrund seiner guten Leistungen in den Playoffs, in denen er mit den Grizzlys das Finale erreichte, um zwei Jahre verlängert. Im November 2018 wurde er von den Heilbronner Falken bis zum Ende der DEL2-Saison 2018/19 verpflichtet und beendete anschließend seine Karriere als Aktiver.
Seit dem Beginn der Spielzeit 2022/23 ist Sharrow als Assistenztrainer bei den Worcester Railers in der ECHL tätig.

## Erfolge und Auszeichnungen
| - 2003 LHJMQ All-Rookie Team - 2010 ECHL Second All-Star Team - 2010 European-Trophy-Gewinn mit den Eisbären Berlin - 2010 Bester Verteidiger der European Trophy - 2011 Deutscher Meister mit den Eisbären Berlin | - 2012 Deutscher Meister mit den Eisbären Berlin - 2013 Deutscher Meister mit den Eisbären Berlin - 2016 Deutscher Vizemeister mit den Grizzlys Wolfsburg - 2017 Deutscher Vizemeister mit den Grizzlys Wolfsburg |

### International
- 2002 Goldmedaille bei der World U-17 Hockey Challenge

## Karrierestatistik

### International
Vertrat die USA bei:
- World U-17 Hockey Challenge 2002

(Legende zur Spielerstatistik: Sp oder GP = absolvierte Spiele; T oder G = erzielte Tore; V oder A = erzielte Assists; Pkt oder Pts = erzielte Scorerpunkte; SM oder PIM = erhaltene Strafminuten; +/− = Plus/Minus-Bilanz; PP = erzielte Überzahltore; SH = erzielte Unterzahltore; GW = erzielte Siegtore; 1 Play-downs/Relegation; Kursiv: Statistik nicht vollständig)